# Fredrik Vilhelm, hertig av Braunschweig-Wolfenbüttel

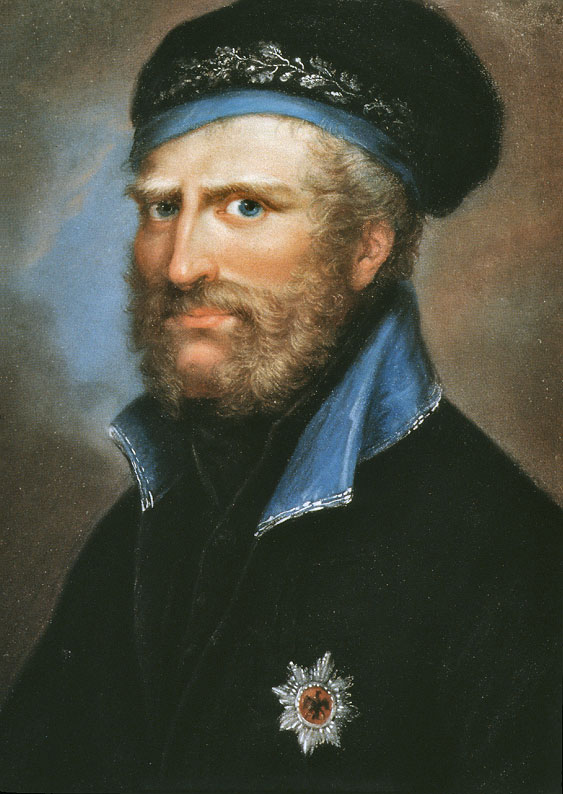
Fredrik Vilhelm.

Fredrik Vilhelm, hertig av Braunschweig-Wolfenbüttel (tyska Friedrich Wilhelm), född 9 oktober 1771 i Braunschweig, död 16 juni 1815 i slaget vid Quatre Bras i dåvarande Nederländerna, var son till Karl Vilhelm Ferdinand av Braunschweig-Wolfenbüttel och Augusta av Storbritannien. 
Fredrik Vilhelm gifte sig 1802 i Karlsruhe med prinsessan Maria av Baden (1782-1808), dotter till arvstorhertig Karl Ludvig av Baden och Amalia av Hessen-Darmstadt.
Han efterträdde 1806 sin far som hertig av Braunschweig, men måste fly undan fransmännen som besatte landet. År 1809 uppsatte han på österrikiskt område en frikår, "de svarta". Han kämpade till en början tillsammans med österrikarna med framgång mot fransmännen, och räddade därefter genom ett djärvt och mycket beundrat tåg från Böhmen till Nordsjökusten sina trupper över till England. År 1813 återvände han till kontinenten och deltog med sin kår i kriget mot fransmännen, men stupade i slaget vid Quatre Bras i nuvarande Belgien 1815.

## Barn
- Karl II av Braunschweig-Wolfenbüttel (1804-1873)
- Wilhelm av Braunschweig (1806-1884)
- dotter (dödfödd 16 april 1808)